# Осадца Ярослав Володимирович
Ярослав Володимирович Осадца (нар. 6 березня 1962, м. Львів) — український майстер народної творчості, педагог, етнограф. Народний майстер із писанкарства (1999). Член товариства «Вертеп» (1989).

## Життєпис
Ярослав Осадца народився 6 березня 1962 року в місті Львові.
Закінчив Львівське ПТУ № 2 (1978, токар), ПТУ № 48 (1981, майстер квітникардекоратор), Харківський технікум зеленого будівництва (1990). Працював на Львівському інструментальному заводі (1978—1980), в Тернопільському обласному тресті зеленого будівництва (1981—1990); від 1990 донині — керівник гуртків «Зелена архітектура» в Тернопільському обласному еколого-натуралістичному центрі учнівської молоді.
Навчався плетінню з рогози у народного майстра Ярослава Ремецького (1984, м. Тернопіль), аплікації з соломи у народного майстра Надії Білик (1985, м. Львів), лозоплетінню у народного майстра Галини Кучер (1986, м. Київ). Проводить семінари-навчання, майстер-класи (плетіння з рогози та лози, аплікації з соломи).
Від 1985 — учасник експедицій громадських організацій «Ноосфера» та «Зелений світ» ріками Дністер і Збруч, етнографічних експедицій. 
Автор найбільшого в Україні восьмиметрового дідуха (2012). Учасник численних виставок, фестивалів, майстер-класів з писанкарства, лозоплетіння, рогозоплетіння, плетіння дідухів і павуків. Роботи зберігаються у Тернопільському обласному художньому музеї, Центрі народної творчості (м. Тернопіль).
Від 1970 року проживає у с. Біла Тернопільського району Тернопільської области.